# Когут, Зенон
Зенон-Евгений Когут (укр. Зенон-Євген Когут, англ. Zenon E. Kohut; 1944, Украина) — канадский и украинский историк. Директор Канадского института украинских исследований.

## Биография
Родился в украинской семье во время Второй мировой войны, сразу по рождению его родители уехали в Германию, а затем в США. Учился в Филадельфии. 1966 году закончил Лассальский колледж, где его преподавателем истории был Иван Лысяк-Рудницкий.
В 1970 году получил степень магистра в Пенсильванском университете по специальности «История России и Восточной Европы нового времени». Тогда же его привлекает к научной и организационной работы Омельян Прицак, открыв 1971 году Украинский научный институт Гарвардского университета. Там Когут редактирует два специализированных украино- и советоведческих журнала. К середине 1970-х годов он уже известный исследователь истории Украины XVIII века и историограф.
В двухтысячных годах — Кавалер украинского ордена «За заслуги» III степени (2009) (за работу экономическим советником Канадско-Украинской археологического проекта в Батурине), Почётный доктор Харьковского университета (2005).
Лауреат премии фонда Антоновичей (2012).

## Труды
- Зенон Когут. Російський централізм і українська автономія. — Київ: Основи, 1996. — 317 с. — ISBN 966-500-065-9.